# Associazione Calcio Monza 1951-1952
Questa voce raccoglie le informazioni riguardanti l'Associazione Calcio Monza nelle competizioni ufficiali della stagione 1951-1952.

## Stagione
Nella stagione 1951-1952 il Monza ha disputato il campionato di Serie B, con 36 punti in classifica ha ottenuto la quindicesima posizione, il torneo ha promosso in Serie A la Roma prima con 53 punti, il Brescia secondo con 52 punti ha disputato e perso lo spareggio con la Triestina (1-0), quart'ultima nella massima serie che si è così salvata. Sono retrocessi in Serie C Venezia, Livorno, Pisa, Reggiana e Stabia.
La compagine brianzola di Pino Borghi, sempre guidata da Annibale Frossi protagonista della promozione scorsa, ha disputato il suo primo campionato cadetto, raggiungendo una tribolata salvezza. Dopo la sconfitta di Roma (1-0) del 27 aprile sembrava tutto compromesso, ma un finale di torneo ragguardevole con quattro vittorie e tre pareggi nelle ultime sette giornate, ha permesso al Monza di raggiungere l'obiettivo principale che si era proposto, mantenere la categoria. Miglior marcatore di stagione Giovanni Cuzzoni autore di dodici reti.

## Rosa
| N. |                   | Ruolo | Calciatore        |
| -- | ----------------- | ----- | ----------------- |
|    | Italia (bandiera) | A     | Francesco Alberti |
|    | Italia (bandiera) | A     | Alfredo Baruffi   |
|    | Italia (bandiera) | C     | Carlo Ceriotti    |
|    | Italia (bandiera) | C     | Carlo Colombetti  |
|    | Italia (bandiera) | D     | Francesco Copreni |
|    | Italia (bandiera) | A     | Giovanni Cuzzoni  |
|    | Italia (bandiera) | D     | Bruno Dazzi       |
|    | Italia (bandiera) | A     | Luigi Del Signore |
|    | Italia (bandiera) | D     | Giacomo De Poli   |

| N. |                   | Ruolo | Calciatore          |
| -- | ----------------- | ----- | ------------------- |
|    | Italia (bandiera) | C     | Valentino Giambelli |
|    | Italia (bandiera) | P     | Anselmo Giorcelli   |
|    | Italia (bandiera) | C     | Giancarlo Lega      |
|    | Italia (bandiera) | D     | Sergio Magni        |
|    | Italia (bandiera) | D     | Giovanni Pasolini   |
|    | Italia (bandiera) | D     | Araldo Pirola       |
|    | Italia (bandiera) | A     | Adriano Rossi       |
|    | Italia (bandiera) | C     | Guido Soldani       |
|    | Italia (bandiera) | A     | Mario Zanello       |

## Risultati

### Serie B

#### Girone di andata
| Arbitro: | Marchese (Napoli) |

|              |           |             |
| Cavaleri 82’ | Marcatori | 72’ Cuzzoni |

| Arbitro: | Ferrari (Milano) |

|                   |           |             |
| Grosso 83’ (rig.) | Marcatori | 74’ Cuzzoni |

| Arbitro: | Maurelli (Roma) |

|             |           |          |
| Soldani 38’ | Marcatori | 24’ Polo |

| Arbitro: | Savio (Torino) |

|                   |           |                                             |
| Ceriotti 37’, 47’ | Marcatori | 57’ Malighetti 61’ Matassoni 69’ De Lazzari |

| Vicenza 7 ottobre 1951 5ª giornata | Vicenza               | 0 – 0 | Monza | Stadio Romeo Menti\| Arbitro: \| Piemonte (Monfalcone) \| |
| Arbitro:                           | Piemonte (Monfalcone) |       |       |                                                           |

| Arbitro: | Tibaldi (Savona) |

|                                         |           |  |
| Colobetti 46’ (rig.) Alberti 68’ (rig.) | Marcatori |  |

| Arbitro: | Marchese (Napoli) |

|              |           |             |
| Balestra 86’ | Marcatori | 40’ Cuzzoni |

| Arbitro: | Canavesio (Torino) |

|                          |           |               |
| Ceriotti 27’ Alberti 50’ | Marcatori | 40’ Bartolini |

| Arbitro: | Matteucci (Roma) |

|           |           |                  |
| Leoni 10’ | Marcatori | 20’, 29’ Cuzzoni |

| Arbitro: | Billotti (Ravenna) |

|             |           |             |
| Cuzzoni 15’ | Marcatori | 23’ Remonti |

| Pisa 2 dicembre 1951 11ª giornata | Pisa              | 0 – 0 | Monza | Stadio Arena Garibaldi\| Arbitro: \| Marchese (Napoli) \| |
| Arbitro:                          | Marchese (Napoli) |       |       |                                                           |

| Arbitro: | Tassini (Verona) |

|  |           |                                  |
|  | Marcatori | 27’ Sundqvist 82’ (rig.) Venturi |

| Arbitro: | Savio (Torino) |

|                                      |           |  |
| Colosio 17’ Celio I 53’ Mellberg 55’ | Marcatori |  |

| Arbitro: | Fortina (Novara) |

|  |           |                            |
|  | Marcatori | 12’ Posenato 29’ Gaggiotti |

| Arbitro: | Longagnani (Modena) |

|                               |           |             |
| Vergazzola 26’ Castignani 44’ | Marcatori | 13’ Soldani |

| Arbitro: | Maurelli (Roma) |

|                                       |           |  |
| Persi 37’, 51’ Vasellari 82’ Ruzza 8’ | Marcatori |  |

| Monza 13 gennaio 1952 17ª giornata | Monza                | 0 – 0 | Fanfulla | Stadio San Gregorio\| Arbitro: \| Bernasconi (Firenze) \| |
| Arbitro:                           | Bernasconi (Firenze) |       |          |                                                           |

| Arbitro: | Rigato (Mestre) |

|             |           |            |
| Zanello 37’ | Marcatori | 24’ Koenig |

| Arbitro: | Gambarotta (Genova) |

|                          |           |             |
| Morisco 16’ Biagioli 66’ | Marcatori | 65’ Zanello |

#### Girone di ritorno
| Arbitro: | Billotti (Ravenna) |

|                           |           |  |
| Cuzzoni 34’, 45’ Lega 87’ | Marcatori |  |

| Arbitro: | Scaramella (Roma) |

|  |           |              |
|  | Marcatori | 63’ Malavasi |

| Reggio Emilia 17 febbraio 1952 22ª giornata | Reggiana             | 0 – 0 | Monza | Stadio Mirabello\| Arbitro: \| Michieletto (Mestre) \| |
| Arbitro:                                    | Michieletto (Mestre) |       |       |                                                        |

| Arbitro: | Longagnani (Modena) |

|                               |           |             |
| Bassetti 10’, 14’ Bonaiti 19’ | Marcatori | 12’ Alberti |

| Arbitro: | Maurelli (Roma) |

|           |           |  |
| Dazzi 54’ | Marcatori |  |

| Arbitro: | Corallo (Lecce) |

|                     |           |  |
| De Andreis 18’, 54’ | Marcatori |  |

| Arbitro: | Savio (Torino) |

|             |           |  |
| Cuzzoni 67’ | Marcatori |  |

| Arbitro: | Arpaia (Roma) |

|                                    |           |  |
| Gavazzi 62’ Manzardo 65’ Klein 77’ | Marcatori |  |

| Arbitro: | Jonni (Macerata) |

|                       |           |  |
| Colombetti 60’ (rig.) | Marcatori |  |

| Arbitro: | Vilella (Trieste) |

|                                       |           |  |
| Grisa 7’, 50’ Forlani 11’ Remonti 15’ | Marcatori |  |

| Monza 20 aprile 1952 30ª giornata | Monza               | 0 – 0 | Pisa | Stadio San Gregorio\| Arbitro: \| Longagnani (Modena) \| |
| Arbitro:                          | Longagnani (Modena) |       |      |                                                          |

| Arbitro: | Cartei (Firenze) |

|           |           |  |
| Galli 20’ | Marcatori |  |

| Arbitro: | Michieletto (Mestre) |

|             |           |  |
| Cuzzoni 44’ | Marcatori |  |

| Arbitro: | Bernasconi (Firenze) |

|                  |           |              |
| Brighenti II 42’ | Marcatori | 49’ Ceriotti |

| Arbitro: | Orlandini (Roma) |

|             |           |  |
| Cuzzoni 43’ | Marcatori |  |

| Arbitro: | Marchese (Napoli) |

|                |           |  |
| Colombetti 44’ | Marcatori |  |

| Arbitro: | Piemonte (Monfalcone) |

|           |           |                     |
| Villa 90’ | Marcatori | 74’ (aut.) Maronati |

| Messina 15 giugno 1952 37ª giornata | Messina           | 0 – 0 | Monza | Stadio Giovanni Celeste\| Arbitro: \| Liverani (Torino) \| |
| Arbitro:                            | Liverani (Torino) |       |       |                                                            |

| Arbitro: | Piemonte (Monfalcone) |

|                           |           |              |
| Cuzzoni 10’ Giambelli 24’ | Marcatori | 79’ Montiani |

## Statistiche

### Statistiche di squadra
| Competizione | Punti | In casa | In casa | In casa | In casa | In casa | In casa | In trasferta | In trasferta | In trasferta | In trasferta | In trasferta | In trasferta | Totale | Totale | Totale | Totale | Totale | Totale | DR  |
| Competizione | Punti | G       | V       | N       | P       | Gf      | Gs      | G            | V            | N            | P            | Gf           | Gs           | G      | V      | N      | P      | Gf     | Gs     | DR  |
| ------------ | ----- | ------- | ------- | ------- | ------- | ------- | ------- | ------------ | ------------ | ------------ | ------------ | ------------ | ------------ | ------ | ------ | ------ | ------ | ------ | ------ | --- |
| Serie B      | 36    | 19      | 10      | 5       | 4       | 20      | 13      | 19           | 1            | 9            | 9            | 10           | 30           | 38     | 11     | 14     | 13     | 30     | 43     | -13 |

### Statistiche dei giocatori
| Giocatore      | Serie B  | Serie B |
| Giocatore      | Presenze | Reti    |
| -------------- | -------- | ------- |
| F. Alberti     | 19       | 3       |
| A. Baruffi     | 2        | 0       |
| C. Ceriotti    | 24       | 4       |
| C. Colombetti  | 38       | 3       |
| F. Copreni     | 18       | 0       |
| G. Cuzzoni     | 35       | 12      |
| B. Dazzi       | 11       | 1       |
| L. Del Signore | 2        | 0       |
| G. De Poli     | 26       | 0       |
| V. Giambelli   | 5        | 1       |
| A. Giorcelli   | 38       | -43     |
| G. Lega        | 11       | 1       |
| S. Magni       | 36       | 0       |
| G. Pasolini    | 38       | 0       |
| A. Pirola      | 36       | 0       |
| A. Rossi       | 9        | 0       |
| G. Soldani     | 33       | 2       |
| M. Zanello     | 37       | 2       |